# Ioan Mihail Racoviţă
Ioan Mihail Racoviţă (Bucareste, 7 de março de 1889 — Sighet, 28 de junho de 1954) foi um major-general romeno durante a Segunda Guerra Mundial.

## Biografia
Em 1906 foi admitido na Escola de Oficiais de Infantaria e Cavalaria. Após um ano foi enviado para prosseguir a sua formação na Escola Militar de Hannover, Alemanha, onde se formou em 1909. Ao regressar à Roménia, foi nomeado segundo tenente do 2º Regimento Roșiori de Bârlad. Ele voltou para a Alemanha em 1910 para frequentar a Escola de Equitação de Oficiais em Paderbor, que concluiu em 1911. Promovido a tenente, serviu no 2º Regimento na Segunda Guerra dos Balcãs de 1913. Ele lutou durante a Campanha Romena da Primeira Guerra Mundial, sendo promovido a capitão em 1916 e a major em 1917.
Após a guerra, Racoviță foi admitido na Escola Superior de Guerra, graduando-se em 1921. Em 1923 tornou-se tenente-coronel e, em 1928, coronel. Ele foi promovido ao posto de general de brigada em maio de 1936 e a major-general em junho de 1940.
Ele comandou o Corpo de Cavalaria Romeno durante a fase inicial da Operação Barbarossa em junho de 1941. Com seu corpo, ele avançou da Romênia ao Cáucaso. Ele participou da Operação München, da Batalha do Mar de Azov e da Batalha do Cáucaso. Em maio de 1942 foi promovido a tenente-general. Ele foi substituído em 1° de janeiro de 1943 e chamado de volta à Romênia.
Racoviță foi reconvocado para o serviço ativo em 25 de janeiro de 1944 e assumiu o comando do 4º Exército, que teve de ser totalmente reconstruído após a Batalha de Stalingrado. Ele liderou o exército na primavera e no verão de 1944, em batalhas defensivas no norte da Romênia contra o avanço do Exército Vermelho. Junto com a Wehrmacht, o 4º Exército repeliu vários ataques soviéticos na Primeira Ofensiva Jassy-Kishinev, Primeira Batalha de Târgu Frumos e Segunda Batalha de Târgu Frumos. Em julho de 1944, ele foi condecorado com a Cruz de Cavaleiro da Cruz de Ferro da Alemanha nazista.
Após o golpe do rei Miguel em 23 de agosto de 1944, no qual desempenhou um papel importante, foi nomeado Ministro da Defesa no novo governo pró-Aliado do General Constantin Sănătescu. Permaneceu nesta posição até 5 de novembro de 1944, quando foi nomeado Inspetor Geral da Cavalaria.
Entre 20 de maio de 1945 e 20 de maio de 1946, Racoviță foi Comandante da 3ª Inspecção-Geral. Ele foi então promovido ao posto de general e recebeu o comando do 1º Exército até 30 de junho de 1947. Em 1 de setembro de 1947 foi aposentado.
Em junho de 1950, ele foi detido e encarcerado na Prisão de Sighet, onde morreu em 28 de junho de 1954.

## Honrarias
- Ordem de Miguel, o Valente
  - 3ª classe (17 de outubro de 1941)
- Cruz de Ferro de 2ª e 1ª classe
- Cruz de cavaleiro da cruz de ferro (7 de julho de 1944)